# Gianduiotto

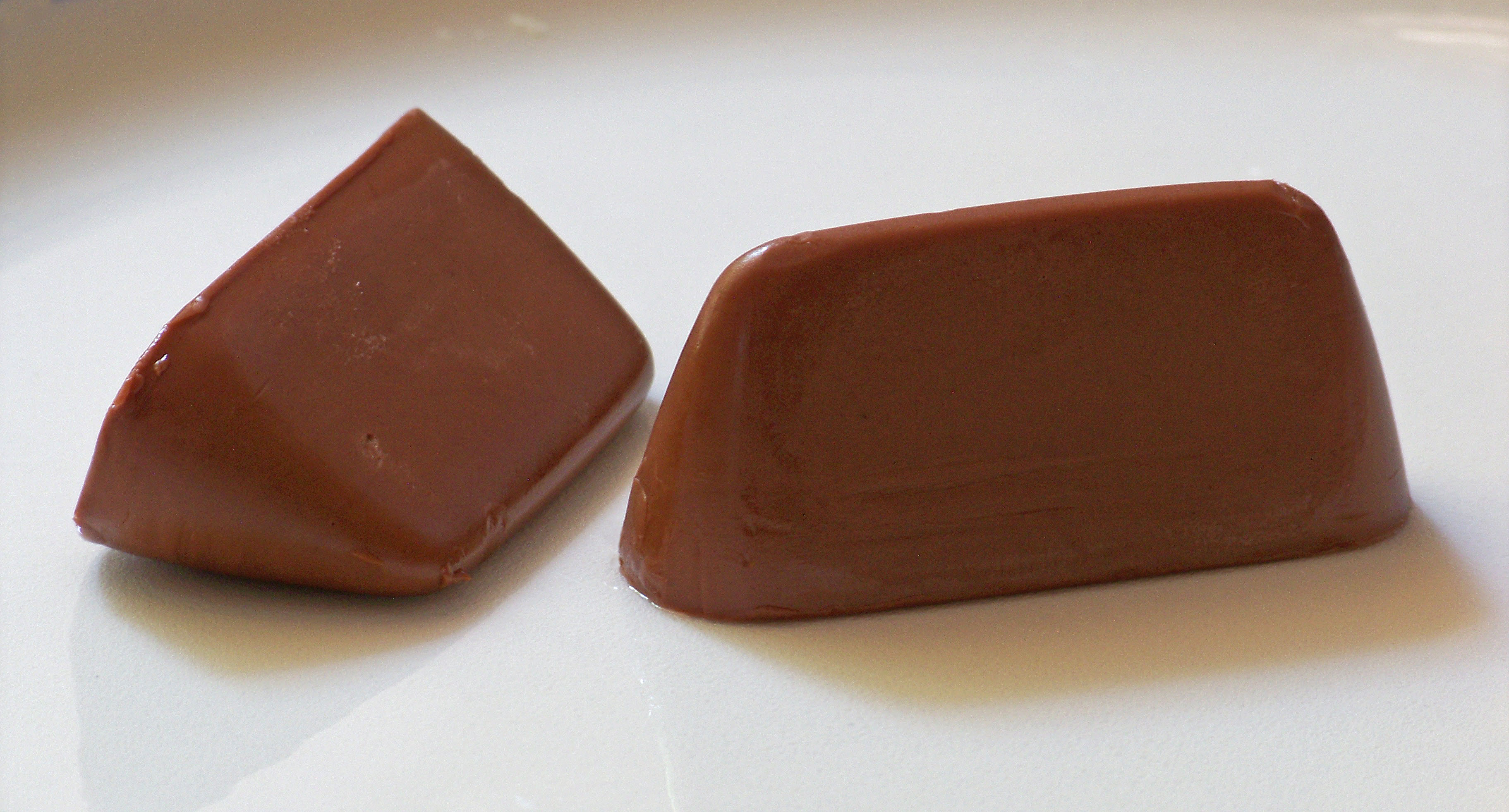
Gianduiotti

Gianduiotto ist eine italienische Nougatpraline aus piemontesischen „Tonde Gentili delle Langhe“-Haselnüssen. Die Turiner Spezialität ist nach der lokalen Karnevalsfigur Gianduja benannt, einem listigen Bauern, der in der Commedia dell’arte das Wesen des zähen und praktisch denkenden Piemontesen symbolisiert.

## Entstehung und Herstellung
1852  erhob die Regierung hohe Steuern auf ausländische Luxusgüter wie den Kakao. Der für die Familie Caffarel arbeitende Michele Prochet kam damals auf die Idee, einfach die Kakaomenge zu senken und durch lokale Haselnüsse zu strecken. Zunächst nannte die Firma das Produkt „Givù“ („Häppchen“). Fünfzehn Jahre später verschenkte ein „Gianduja“ beim Karneval die Pralinen; als das gut ankam, wurden sie umbenannt und bekamen die Form eines dreieckigen Schiffchens, das an seinen Hut erinnert. Gianduja wurde der Name der verarbeiteten Nougatmasse.
Heute werden neben Kakao und 30 % Langhe-Haselnüssen Vanilleschoten oder Vanilleölharz und aus Zuckerrüben oder Zuckerrohr gewonnene Saccharose verarbeitet. In traditionsreichen Unternehmen werden die Pralinen von Hand gefertigt. Traditionell werden sie in goldfarbene Aluminiumblättchen verpackt.